# Барбьери, Гаэтано
Гаэтано Барбьери (итал. Gaetano Barbieri; 1770 — 1835) — итальянский драматург, либреттист
, издатель и переводчик.
Родился в Модене, изучал математику в Мантуе, затем там же преподавал её. Был избран по разряду математики в Моденскую королевскую академию наук.
В 1818 году перебрался в Милан и посвятил себя, главным образом, театру. Известен, прежде всего, итальянскими переводами широкого европейского драматического репертуара — томов избранной драматургии Мольера, Виктора Гюго, Альфреда де Виньи, Фридриха Шиллера, а также нескольких романов Вальтера Скотта, «Приключений Тома Джонса, найдёныша» Генри Филдинга, «Приключений Робинзона Крузо» Даниэля Дефо, «Всеобщей истории» Иоганна Мюллера. Для Джованни Пачини Барбьери написал либретто опер «Талисман» и «Жанна д’Арк». Ему принадлежит также ряд оригинальных комедий.
В 1827—1831 гг. издавал журнал I teatri.